# ICE-9
『ICE-9』(アイス-ナイン) は、平沢進のギター・アルバムである。2005年8月30日に平沢進の自主レーベルであるケイオスユニオン/TESLAKITEより発売された。

## 解説
核P-MODELの1st Liveで初披露されたクロームメッキのオリジナル・タルボギター「ICE-9」によって製作されたアルバムであり、ギターの名前をそのままアルバム名として用いている。名前の由来は平沢がギターを手に取った際、1963年にアメリカの作家カート・ヴォネガットによって出版されたSF小説「猫のゆりかご」に登場する世界を滅ぼす力を持つ発明品アイス・ナインを連想したことが由来となっている。
本作はインストゥルメンタルを名目に作られているため、平沢のボーカルは歌詞の無い楽器に近い役割に抑えられている。また、ギター・アルバムは今回が最初で最後かもしれないと公式ウェブサイトにて明言されている。
2005年9月19日にはライブハウス「南青山MANDALA」にて、平沢進のファンクラブ「Green Nerve」会員限定イベントとして『反射の集いは氷の９』という『ICE-9』全収録曲を「ICE-9」で演奏するギターソロ・ライブが開催された。
販売は基本自主レーベルのオンラインショップでしか行われておらず、購入するには専用のアカウントを作成する必要があるが、1曲目の「ユーラシア21℃」は公式ウェブサイトで無料ダウンロードが可能となっている。

## 収録曲
1. ユーラシア21℃ - Eurasia 21 Degrees Centigrade
無料配信曲。
2. 廃墟の水溜り - A Pool in the Ruins
背景で流れる自然音は2001年に『Hirasawa Energy Works』の余剰電力を用いて編曲された「D」にも使用されている。
3. 肺いっぱいの金属 - A Full of Metal in the Lungs
4. Nice Nice Very Nice
5. カプセルを開けますか？ - Will You Open the Capsule?

## 参加ミュージシャン
- 平沢進 - ギター、シンセサイザー、ボーカル